# Magyarország az 1958-as úszó-Európa-bajnokságon
Magyarország a Budapesten megrendezett 1958-as úszó-Európa-bajnokság egyik részt vevő nemzete volt.

## Versenyzők száma
| Sportág, szakág | Magyar résztvevő | Magyar résztvevő | Magyar résztvevő |
| Sportág, szakág | Férfi            | Nő               | Össz.            |
| Úszás           | 14*              | 10               | 24               |
| Műugrás         | 2                | 2                | 4                |
| Vízilabda       | 13               | –                | 13               |
| Összesen        | 27*              | 12               | 39*              |

* – Kárpáti György és Kanizsa Tivadar vízilabdában és úszásban is indult.

## Érmesek
| Érem  | Versenyző | Versenyszám | Versenyszám            | Dátum         |
| ----- | --- | ----------- | ---------------------- | ------------- |
| Arany | Újvári László | műugrás     | Férfi 3 m műugrás      | szeptember 2. |
| Arany | Boros Ottó Csillag Gábor Dömötör Zoltán Hevesi István Jeney László Kanizsa Tivadar Kárpáti György Katona András Markovits Kálmán Mayer Mihály Molnár Róbert Pintér István Váczi József | vízilabda   | Vízilabda              | szeptember 6. |
| Ezüst | Katona József | úszás       | Férfi 1500 m           | szeptember 6. |
| Ezüst | Magyar László Kunsági György Tumpek György Dobai Gyula | úszás       | Férfi 4 × 100 m vegyes | szeptember 6  |
| Bronz | Dobai Gyula | úszás       | Férfi 100 m gyors      | szeptember 1. |
| Bronz | Katona József Nyéki Imre Müller György Dobai Gyula (Kárpáti György) (Kanizsa Tivadar)                                                                                                  | úszás       | Férfi 4 × 200 m gyors  | szeptember 5. |
| Bronz | Márton Jenő | toronyugrás | Férfi 10 m toronyugrás | szeptember 6. |

## Úszás
Férfi
| Versenyző                                                                             | Versenyszám      | Előfutam | Előfutam | Előfutam | Elődöntő | Elődöntő | Elődöntő | Döntő   | Döntő    |
| Versenyző                                                                             | Versenyszám      | Idő      | Hely.    | Össz.    | Idő      | Hely.    | Össz.    | Idő     | Helyezés |
| ------------------------------------------------------------------------------------- | ---------------- | -------- | -------- | -------- | -------- | -------- | -------- | ------- | -------- |
| Dobai Gyula                                                                           | 100 m gyors      | 56,9     | 1.       | 2.       | 57,4     | 3.       | 4.       | 57,5    |          |
| Vörös Sándor                                                                          | 100 m gyors      | 58,4     | 3.       | 8.       | 59,0     | 5.       | 9.       | kiesett | kiesett  |
| Bodnár András                                                                         | 400 m gyors      | 4:48,7   | 3.       | 9.       |          |          |          | kiesett | kiesett  |
| Katona József                                                                         | 400 m gyors      | 4:39,1   | 2.       | 3.       |          |          |          | 4:43,5  | 5.       |
| Katona József                                                                         | 1500 m gyors     | 18:43,2  | 1.       | 2.       |          |          |          | 18:13,0 |          |
| Csordás György                                                                        | 1500 m gyors     | 19:42,2  | 5.       | 12.      |          |          |          | kiesett | kiesett  |
| Magyar László                                                                         | 100 m hát        | 1:06,9   | 2.       | 6.       |          |          |          | 1:05,8  | 4.       |
| Müller György                                                                         | 100 m hát        | 1:07,2   | 3.       | 8.       |          |          |          | 1:11,8  | 8.       |
| Kunsági György                                                                        | 200 m mell       | 2:44,3   | 2.       | 8.       | 2:46,4   | 6.       | 11.      | kiesett | kiesett  |
| Utassy Sándor                                                                         | 200 m mell       | 2:47,9   | 4.       | 15.      | 2:46,6   | 6.       | 12.      | kiesett | kiesett  |
| Tumpek György                                                                         | 200 m pillangó   | 2:28,1   | 3.       | 7.       |          |          |          | 2:29,9  | 8.       |
| Várszegi Lajos                                                                        | 200 m pillangó   | 2:28,1   | 2.       | 7.       |          |          |          | 2:27,5  | 5.       |
| Katona József Dobai Gyula Müller György Nyéki Imre (Kárpáti György) (Kanizsa Tivadar) | 4 × 200 m gyors  | 8:49,4   | 3.       | 4.       |          |          |          | 8:45,3  |          |
| Magyar László Kunsági György Tumpek György Dobai Gyula                                | 4 × 100 m vegyes | 4:21,7   | 2.       | 2.       |          |          |          | 4:20,4  |          |

Női
| Versenyző                                                   | Versenyszám      | Előfutam | Előfutam | Előfutam | Döntő   | Döntő    |
| Versenyző                                                   | Versenyszám      | Idő      | Hely.    | Össz.    | Idő     | Helyezés |
| ----------------------------------------------------------- | ---------------- | -------- | -------- | -------- | ------- | -------- |
| Takács Katalin                                              | 100 m hát        | 1:16,7   | 3.       | 9.       | kiesett | kiesett  |
| Takács Katalin                                              | 100 m gyors      | 1:07,5   | 3.       | 8.       | 1:07,8  | 8.       |
| Frank Mária                                                 | 100 m gyors      | 1:08,0   | 4.       | 10.      | kiesett | kiesett  |
| Frank Mária                                                 | 400 m gyors      | 5:21,7   | 3.       | 9.       | kiesett | kiesett  |
| Egerváry Márta                                              | 400 m gyors      | 5:31,4   | 6.       | 16.      | kiesett | kiesett  |
| Csohány Eszter                                              | 100 m hát        | 1:18,5   | 2.       | 11.      | kiesett | kiesett  |
| Kárpáti Vera                                                | 200 m mell       | 3:07,4   | 5.       | 13.      | kiesett | kiesett  |
| Uzdi Réka                                                   | 200 m mell       | 3:07,8   | 4.       | 14.      | kiesett | kiesett  |
| Littomeritzky Mária                                         | 100 m pillangó   | 1:17,7   | 4.       | 12.      | kiesett | kiesett  |
| Gebhardt Gizella                                            | 100 m pillangó   | 1:23,8   | 6.       | 17.      | kiesett | kiesett  |
| Bajnógel Csilla Tamasovits Anna Frank Mária Takács Katalin  | 4 × 100 m gyors  | 4:34,0   | 3.       | 5.       | 4:32,8  | 6.       |
| Takács Katalin Kárpáti Vera Littomeritzky Mária Frank Mária | 4 × 100 m vegyes | 5:12,7   | 3.       | 6.       | 5:10,1  | 6.       |

## Műugrás
Férfi
| Versenyző     | Versenyszám      | Selejtező | Selejtező | Elődöntő | Elődöntő | Döntő   | Döntő    |
| Versenyző     | Versenyszám      | Pont      | Hely.     | Pont     | Hely.    | Pont    | Helyezés |
| ------------- | ---------------- | --------- | --------- | -------- | -------- | ------- | -------- |
| Márton Jenő   | 3 m műugrás      | 40,51     | 18.       | kiesett  | kiesett  | kiesett | kiesett  |
| Márton Jenő   | 10 m toronyugrás | 50,24     | 6.        | 86,56    | 6.       | 134,68  |          |
| Újvári László | 3 m műugrás      | 56,16     | 1.        | 92,33    | 3.       | 141,17  |          |
| Újvári László | 10 m toronyugrás | 46,70     | 14.       | 81,35    | 9.       | kiesett | kiesett  |

Női
| Versenyző   | Versenyszám      | Selejtező | Selejtező | Elődöntő | Elődöntő | Döntő   | Döntő    |
| Versenyző   | Versenyszám      | Pont      | Hely.     | Pont     | Hely.    | Pont    | Helyezés |
| ----------- | ---------------- | --------- | --------- | -------- | -------- | ------- | -------- |
| Zságot Irén | 3 m műugrás      | 45,45     | 8.        | 78,57    | 8.       | 117,09  | 5.       |
| Zságot Irén | 10 m toronyugrás | 45,73     | 10.       |          |          | 64,16   | 12.      |
| Drien Judit | 3 m műugrás      | 39,64     | 11.       | 66,41    | 14.      | kiesett | kiesett  |
| Drien Judit | 10 m toronyugrás | 37,91     | 14.       |          |          | kiesett | kiesett  |

## Vízilabda

### Férfi
A magyar férfi vízilabda-válogatott kerete:
| Magyar nemzeti férfi vízilabdacsapat-játékoskeret | Magyar nemzeti férfi vízilabdacsapat-játékoskeret | Magyar nemzeti férfi vízilabdacsapat-játékoskeret | Magyar nemzeti férfi vízilabdacsapat-játékoskeret | Magyar nemzeti férfi vízilabdacsapat-játékoskeret | Magyar nemzeti férfi vízilabdacsapat-játékoskeret |
| #                                                 | Név                                               | Poszt                                             | Kor (1958. augusztus 31. szerint)                 |                                                   |                                                   |
| ------------------------------------------------- | ------------------------------------------------- | ------------------------------------------------- | ------------------------------------------------- | ------------------------------------------------- | ------------------------------------------------- |
|                                                   | Boros Ottó                                        | K                                                 | 1929. augusztus 5. (29 évesen)                    |                                                   |                                                   |
|                                                   | Csillag Gábor                                     | M                                                 |                                                   |                                                   |                                                   |
|                                                   | Dömötör Zoltán                                    | M                                                 | 1935. augusztus 21. (23 évesen)                   |                                                   |                                                   |
|                                                   | Hevesi István                                     | M                                                 | 1931. április 2. (27 évesen)                      |                                                   |                                                   |
|                                                   | Jeney László                                      | K                                                 | 1923. május 30. (35 évesen)                       |                                                   |                                                   |
|                                                   | Kanizsa Tivadar                                   | M                                                 | 1933. április 4. (25 évesen)                      |                                                   |                                                   |
|                                                   | Kárpáti György                                    | M                                                 | 1935. június 23. (23 évesen)                      |                                                   |                                                   |
|                                                   | Katona András                                     | M                                                 | 1938. február 20. (20 évesen)                     |                                                   |                                                   |
|                                                   | Markovits Kálmán                                  | M                                                 | 1931. augusztus 26. (27 évesen)                   |                                                   |                                                   |
|                                                   | Mayer Mihály                                      | M                                                 | 1933. december 27. (24 évesen)                    |                                                   |                                                   |
|                                                   | Molnár Róbert                                     | M                                                 | 1930. április 17. (28 évesen)                     |                                                   |                                                   |
|                                                   | Pintér István                                     | M                                                 | 1932. május 13. (26 évesen)                       |                                                   |                                                   |
|                                                   | Váczi József                                      | M                                                 |                                                   |                                                   |                                                   |
| Szövetségi kapitány: Lemhényi Dezső               |                                                   |                                                   |                                                   |                                                   |                                                   |

Csoportkör
A csoport
| Helyezés | Csapat         | M | Gy | D | V | G+ | G– | Gk  | P |
| -------- | -------------- | - | -- | - | - | -- | -- | --- | - |
| 1.       | Magyarország   | 3 | 3  | 0 | 0 | 21 | 2  | +19 | 6 |
| 2.       | Hollandia      | 3 | 2  | 0 | 1 | 14 | 11 | +3  | 4 |
| 3.       | Belgium        | 3 | 0  | 1 | 2 | 8  | 15 | –7  | 1 |
| 4.       | Nagy-Britannia | 3 | 0  | 1 | 2 | 7  | 17 | –10 | 1 |

| 1958. augusztus 31. 19:30 | Magyarország                             | 7–0 | Belgium | Játékvezetők: Manguillott (FRA) |
| 1958. augusztus 31. 19:30 |                                          |     |         | Játékvezetők: Manguillott (FRA) |
| 1958. augusztus 31. 19:30 | Dömötör 3, Molnár 2, Pintér, Kárpáti 1-1 |     |         | Játékvezetők: Manguillott (FRA) |

| 1958. szeptember 1. 21:05 | Hollandia | 1–5 | Magyarország                              | Játékvezetők: Costa (ITA) |
| 1958. szeptember 1. 21:05 | (0–2)     |     |                                           | Játékvezetők: Costa (ITA) |
| 1958. szeptember 1. 21:05 | Ran 1     |     | Kárpáti 2, Hevesi, Markovits, Kanizsa 1-1 | Játékvezetők: Costa (ITA) |

| 1958. szeptember 2. | Magyarország                              | 9–1 | Nagy-Britannia | Játékvezetők: Bauwens (BEL) |
| 1958. szeptember 2. | (5–0)                                     |     |                | Játékvezetők: Bauwens (BEL) |
| 1958. szeptember 2. | Váczi, Markovits 3-3, Molnár 2, Dömötör 1 |     | D. Wright 1    | Játékvezetők: Bauwens (BEL) |

Középdöntő
E csoport
| Helyezés | Csapat       | M | Gy | D | V | G+ | G– | Gk  | P |
| -------- | ------------ | - | -- | - | - | -- | -- | --- | - |
| 1.       | Magyarország | 3 | 3  | 0 | 0 | 18 | 8  | +10 | 6 |
| 2.       | Jugoszlávia  | 3 | 2  | 0 | 1 | 14 | 8  | +6  | 4 |
| 3.       | Németország  | 3 | 1  | 0 | 2 | 6  | 12 | –6  | 2 |
| 4.       | Hollandia    | 3 | 0  | 0 | 3 | 9  | 19 | –10 | 0 |

| 1958. szeptember 3. 19:47 | Magyarország                                                | 8–4 | Németország           | Játékvezetők: Costa (ITA) |
| 1958. szeptember 3. 19:47 | (3–2)                                                       |     |                       | Játékvezetők: Costa (ITA) |
| 1958. szeptember 3. 19:47 | Dömötör, Kanizsa 2-2, Kárpáti, Mayer, Markovits, Hevesi 1-1 |     | Osselmann 3, Hilker 1 | Játékvezetők: Costa (ITA) |

| 1958. szeptember 4. 19:05 | Magyarország                              | 5–3 | Jugoszlávia                | Játékvezetők: Batalle (ESP) |
| 1958. szeptember 4. 19:05 | (4–2)                                     |     |                            | Játékvezetők: Batalle (ESP) |
| 1958. szeptember 4. 19:05 | Kárpáti 2, Dömötör, Markovits, Molnár 1-1 |     | Ježić, Stanišić, Cipci 1-1 | Játékvezetők: Batalle (ESP) |

Döntő
| Helyezés | Csapat       | M | Gy | D | V | G+ | G– | Gk  | P |
| -------- | ------------ | - | -- | - | - | -- | -- | --- | - |
| 1.       | Magyarország | 3 | 3  | 0 | 0 | 16 | 5  | +11 | 6 |
| 2.       | Jugoszlávia  | 3 | 1  | 0 | 2 | 8  | 10 | –2  | 2 |
| 3.       | Szovjetunió  | 3 | 1  | 0 | 2 | 7  | 10 | –3  | 2 |
| 4.       | Olaszország  | 3 | 1  | 0 | 2 | 6  | 12 | –6  | 2 |

| 1958. szeptember 5. 19:55 | Olaszország | 0–7                             | Magyarország | Játékvezetők: Bauwens (BEL) |
| 1958. szeptember 5. 19:55 | (0–4)       |                                 |              | Játékvezetők: Bauwens (BEL) |
| 1958. szeptember 5. 19:55 |             | Kanizsa 4, Dömötör 2, Kárpáti 1 |              | Játékvezetők: Bauwens (BEL) |

| 1958. szeptember 6. 18:55 | Magyarország         | 4–2 | Szovjetunió                  | Játékvezetők: Batalle (ESP) |
| 1958. szeptember 6. 18:55 | (2–0)                |     |                              | Játékvezetők: Batalle (ESP) |
| 1958. szeptember 6. 18:55 | Dömötör 3, Kárpáti 1 |     | Msvenyieradze, Szemjonov 1-1 | Játékvezetők: Batalle (ESP) |

| Csapat       | Helyezés |
| ------------ | -------- |
| Magyarország |          |